# Klenina
Klenina – polana w Pieninach Czorsztyńskich, administracyjnie w granicach wsi Tylka w województwie małopolskim, w powiecie nowotarskim, w gminie Krościenko nad Dunajcem. Znajduje się na północno-wschodnim stoku Macelaka w głównym grzbiecie Pienin, na obszarze Pienińskiego Parku Narodowego.
Polana została wykupiona od prywatnych właścicieli i prowadzone są na niej zabiegi ochrony czynnej (odkrzaczanie i koszenie), mające na celu zapobiegnięcie zarośnięciu jej przez las. Polany odgrywają dużą rolę w zachowaniu bioróżnorodności gatunkowej i siedliskowej Pienin. Na Kleninie znaleziono kilka gatunków w Polsce rzadkich, a nawet wymierających porostów: brunatka miseczkowata (Buellia disciformis), przylepniczka łuseczkowata (Melanelia exasperata), krwawiec pajęczynowaty (Haematomma ochroleucum), popielak pylasty (Imshaugia aleurites), pawężnica psia (Peltigera canina).
Nazwa polany pochodzi od staropolskiego słowa klenina oznaczającego drewno klonu.
Klenina dawniej była częściowo użytkowana jako pole orne, obecnie to duża łąka i pastwisko położone na wysokości około 670–740 m. Przechodzi przez nią gruntowa droga ze wsi Tylka, doprowadzająca aż na główny grzbiet Pienin Czorsztyńskich. Przy drodze tej poniżej Kleniny jest polana Między Skałki, a powyżej Polanki, Stodolisko i Forendówki.

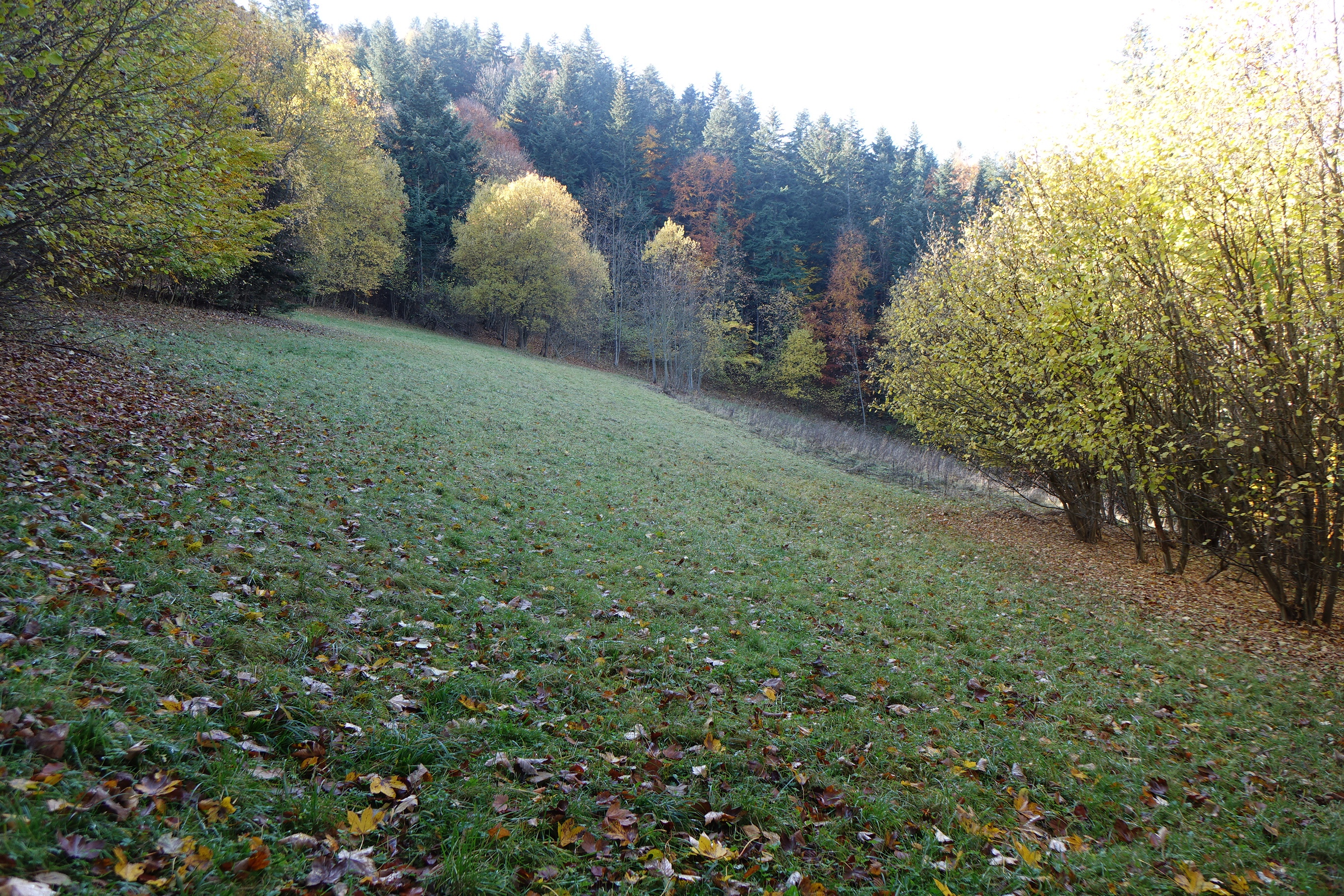
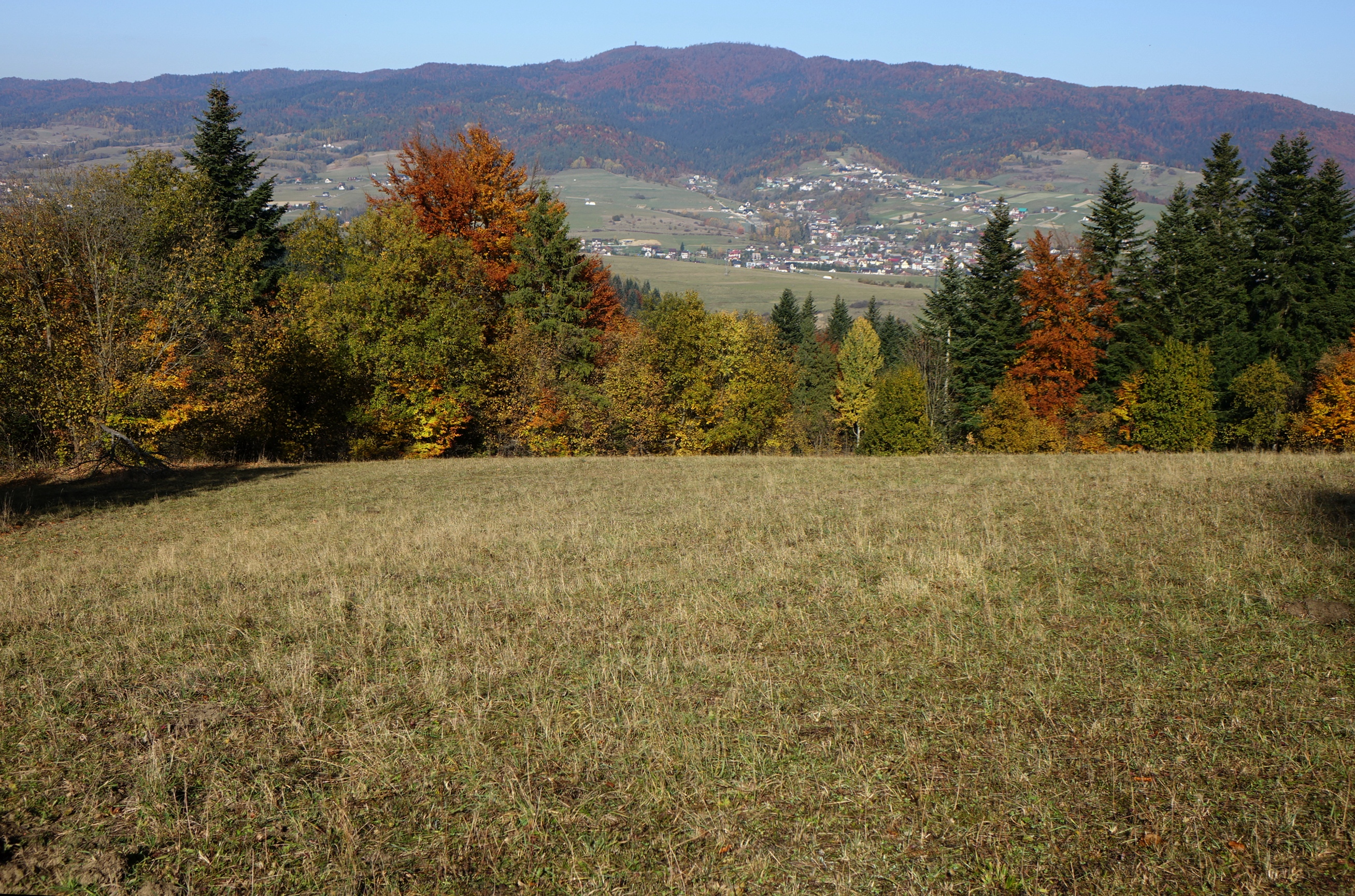
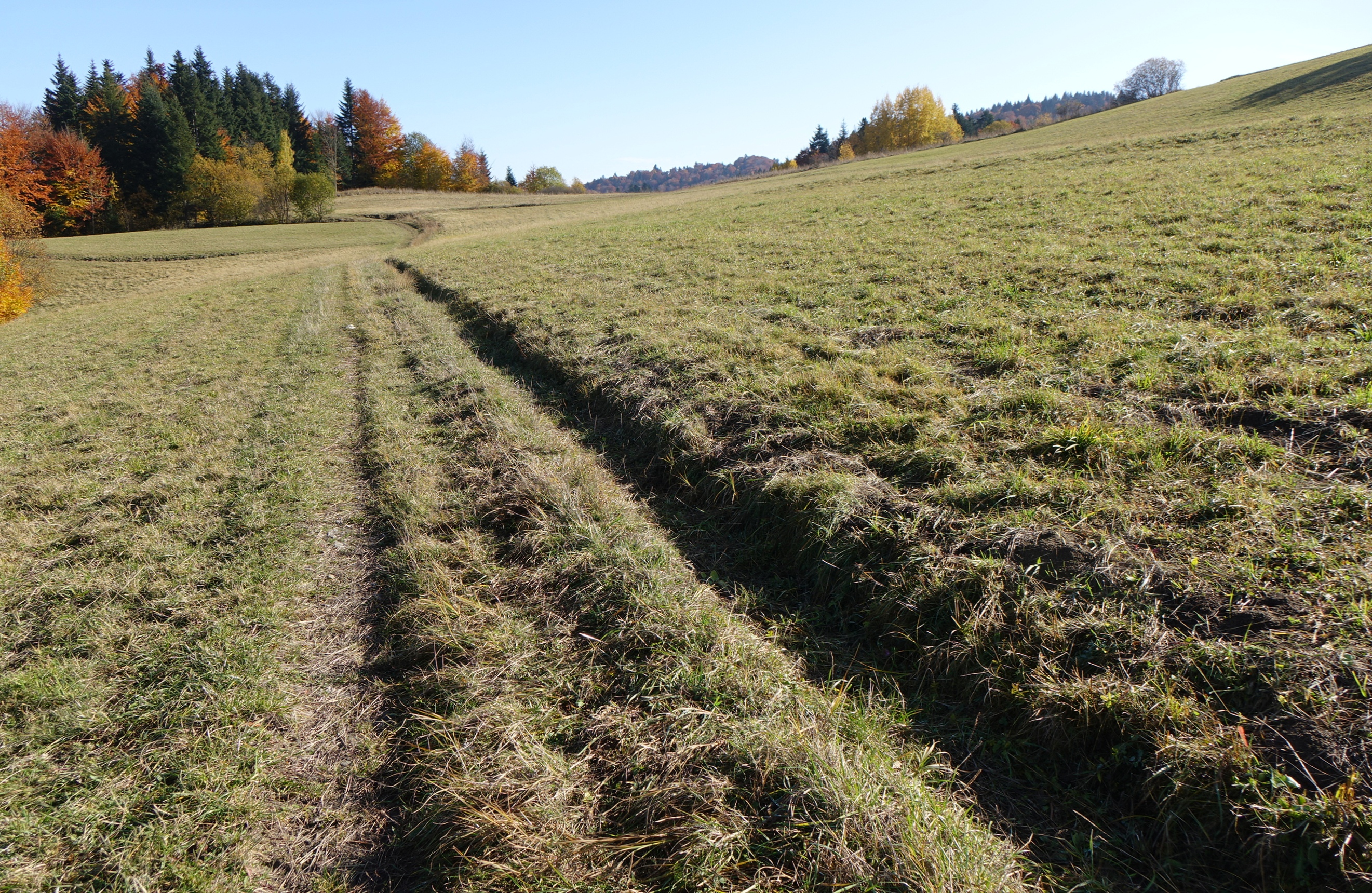
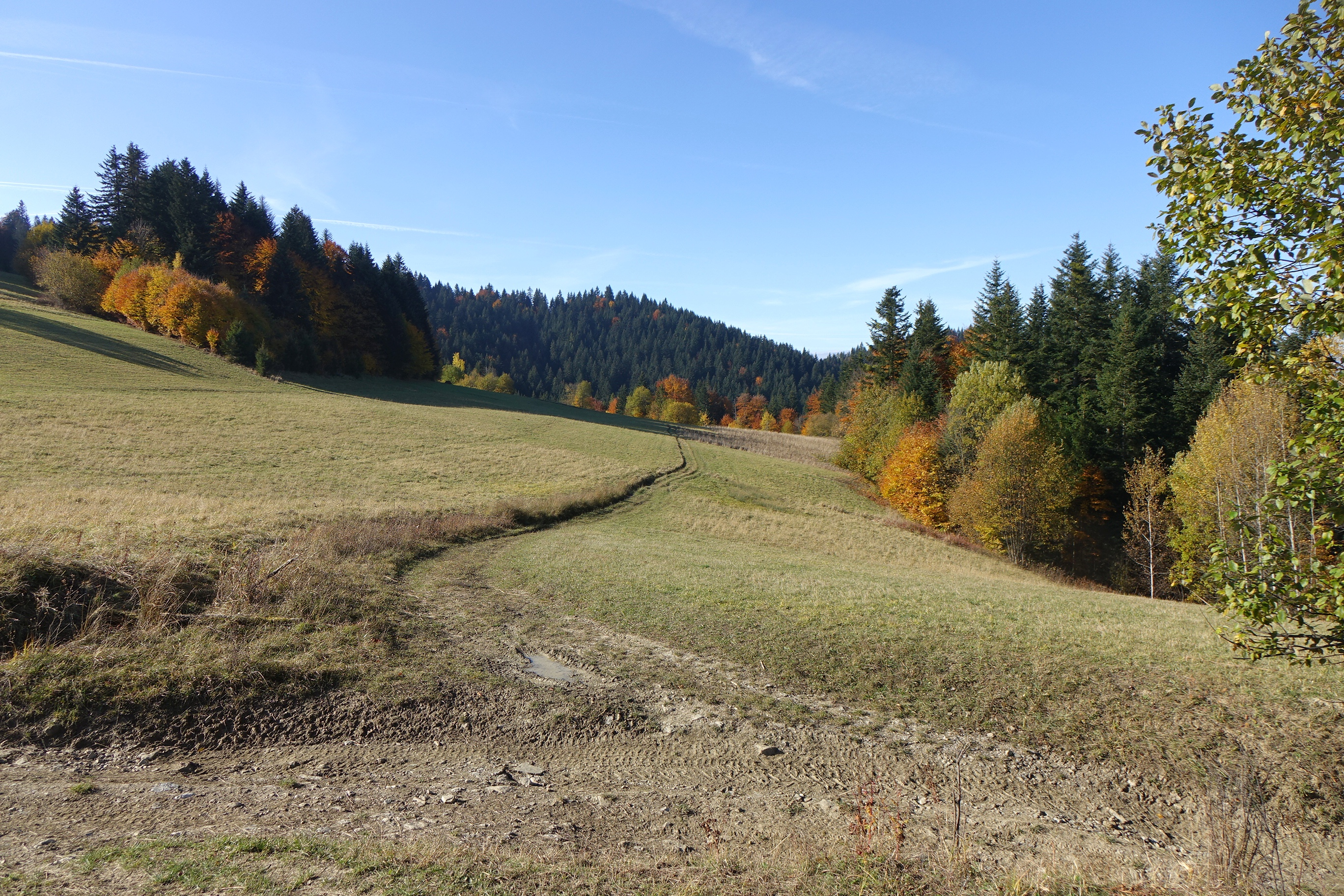
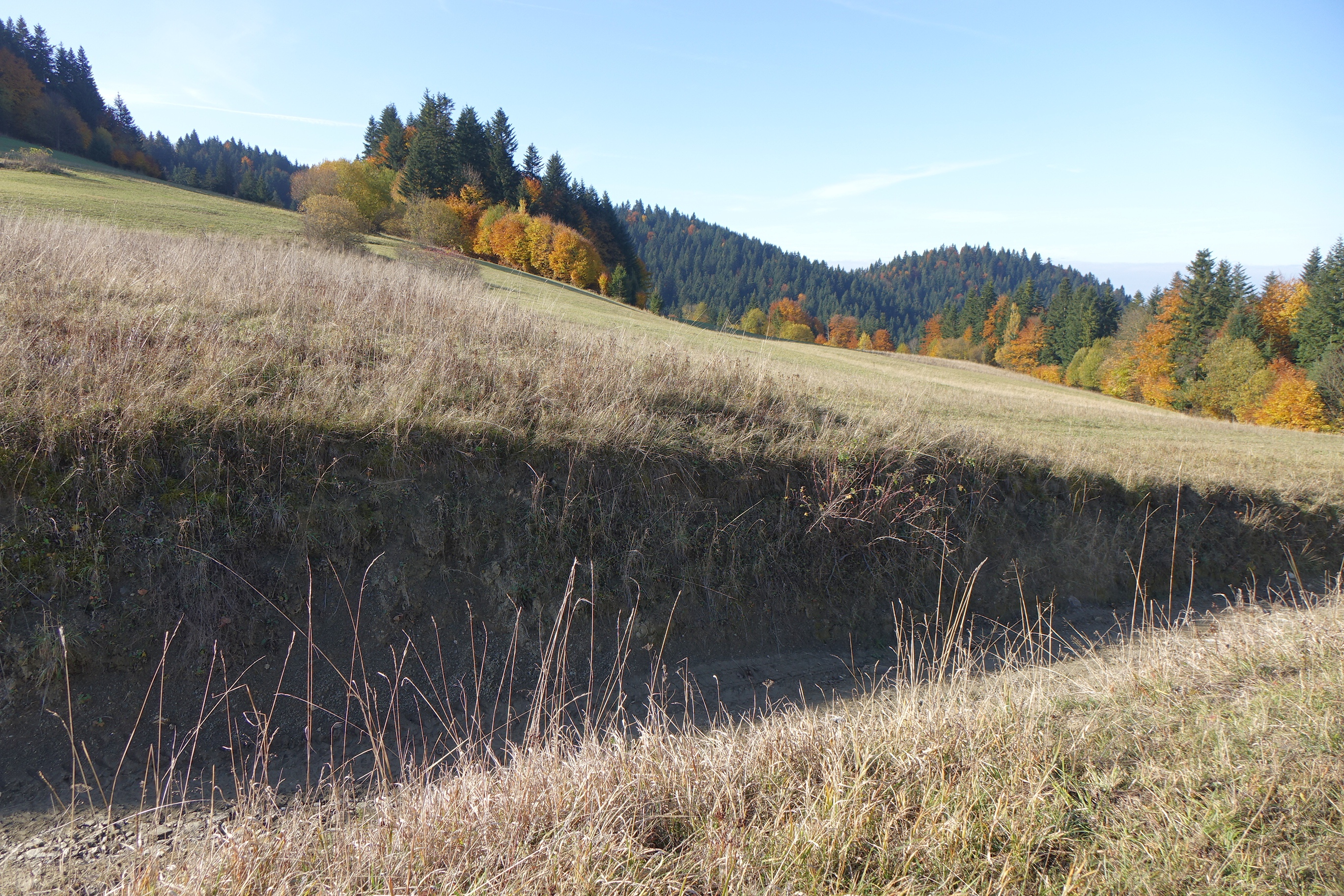
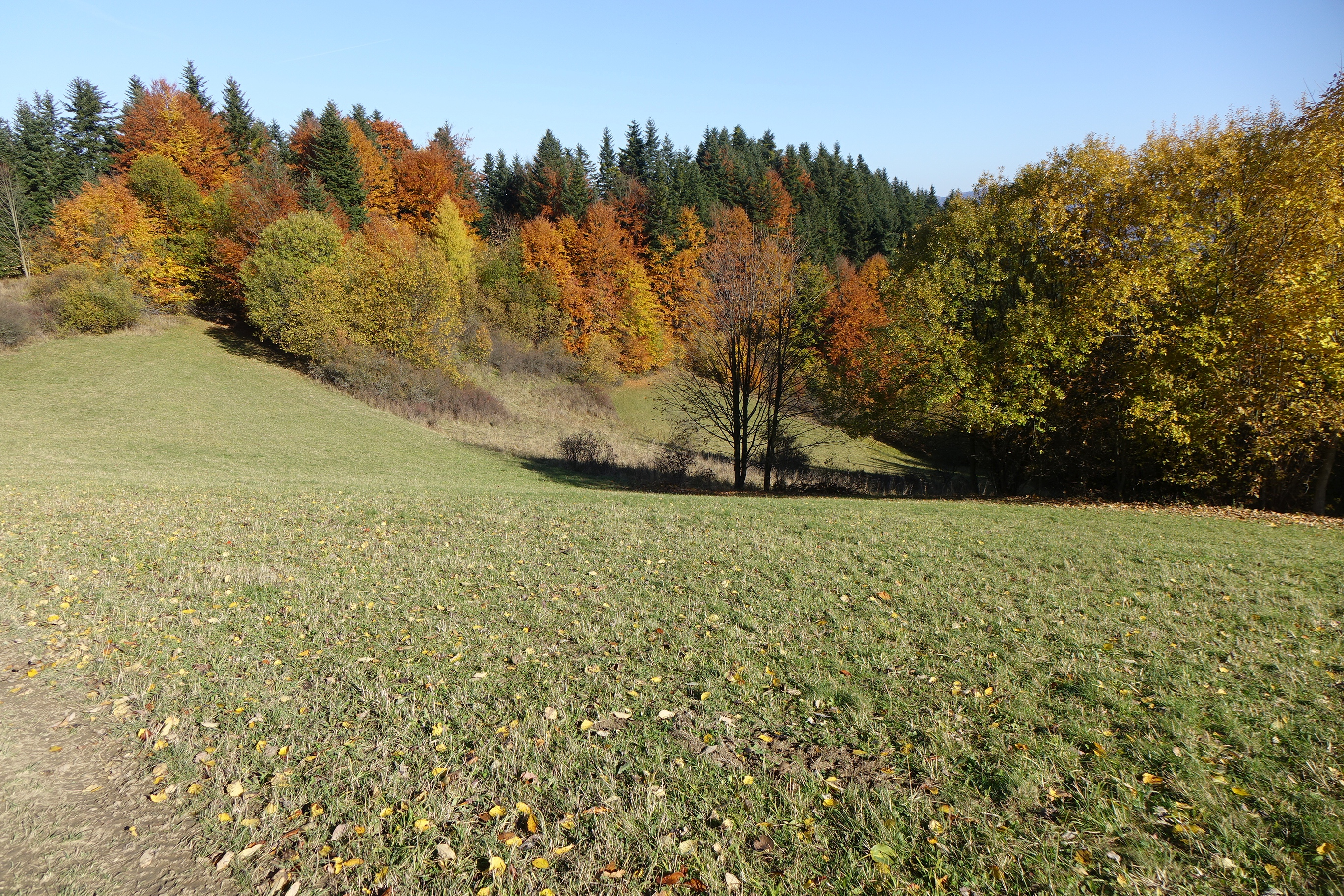
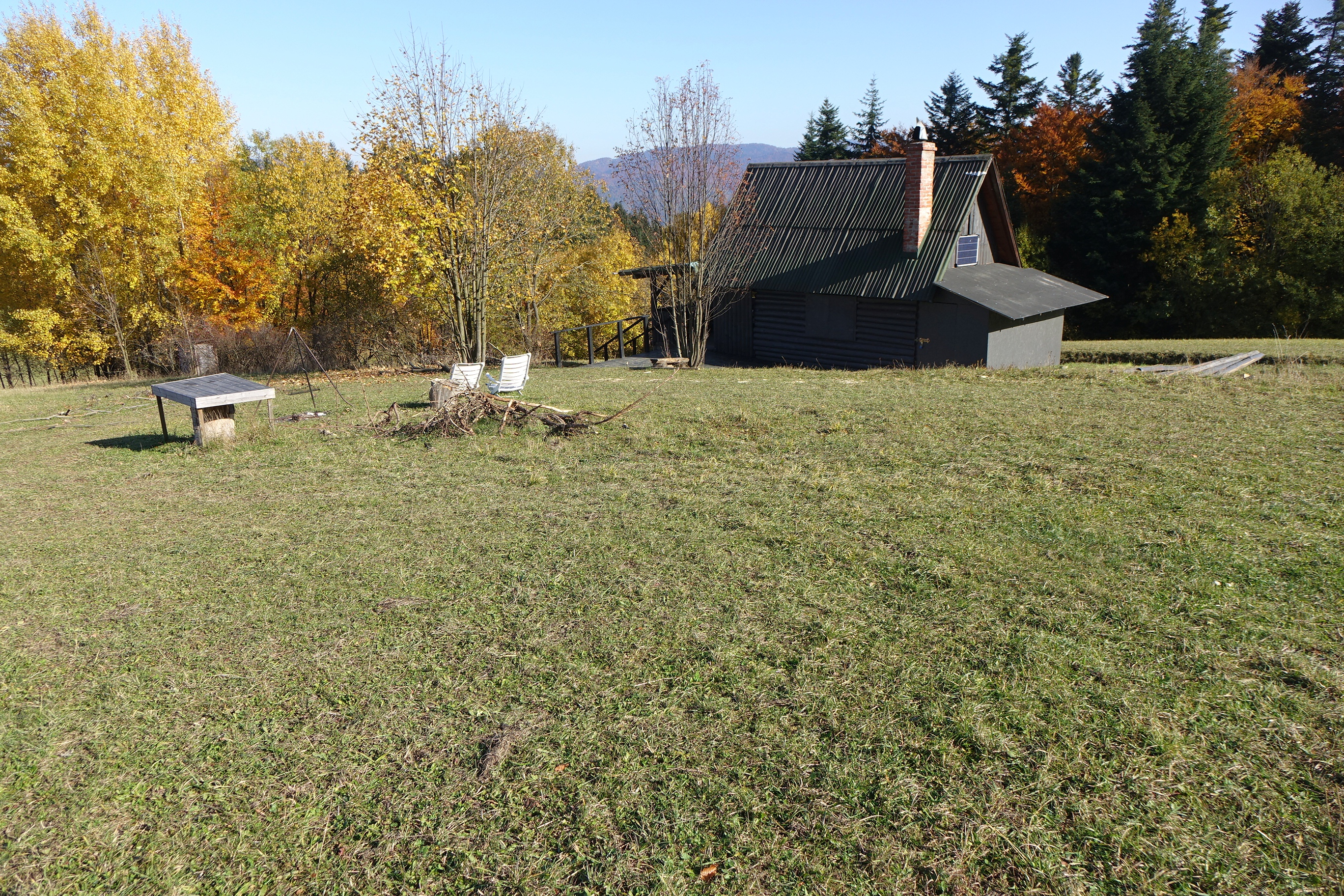